# Anoka (Minnesota)
Anoka es una ciudad ubicada en el condado de Anoka en el estado estadounidense de Minnesota. En el Censo de 2010 tenía una población de 17142 habitantes y una densidad poblacional de 918,35 personas por km².

## Geografía
Anoka se encuentra ubicada en las coordenadas 45°12′53″N 93°23′21″O / 45.21472, -93.38917. Según la Oficina del Censo de los Estados Unidos, Anoka tiene una superficie total de 18.67 km², de la cual 17.34 km² corresponden a tierra firme y (7.09%) 1.32 km² es agua.

## Demografía
Según el censo de 2010, había 17142 personas residiendo en Anoka. La densidad de población era de 918,35 hab./km². De los 17142 habitantes, Anoka estaba compuesto por el 87.98% blancos, el 4.7% eran afroamericanos, el 0.98% eran amerindios, el 1.76% eran asiáticos, el 0.01% eran isleños del Pacífico, el 1.62% eran de otras razas y el 2.96% pertenecían a dos o más razas. Del total de la población el 4.16% eran hispanos o latinos de cualquier raza.